# Дёринг, Эрнст
Эрнст Дёринг (нем. Ernst Döring; 1863, Ольденбург — 1943, Баутцен) — немецкий виолончелист.
Учился в Лейпцигской консерватории у Юлиуса Кленгеля, затем у Жюля де Сверта. Преподавал в Англии, затем после продолжительных гастрольных поездок по всему миру вместе со своей женой и аккомпаниатором, пианисткой Марианной Дёринг-Брауэр, перебрался в Канаду. Супруги преподавали в консерватории Галифакса, в 1891 г. открыли также свою музыкальную школу. Эрнст Дёринг с 1890 г. выступал в составе Лейпцигского фортепианного трио вместе с пианистом Чарльзом Портером и скрипачом Генрихом Клингенфельдом; о его сольной игре сохранились восторженные отзывы жителей Галифакса. В 1898 г. покинул Канаду и вернулся в Германию, обосновавшись в Кобурге. Вторая жена — Маргарете (1883—1963), дочь дипломата и лингвиста Пауля фон Мёллендорфа .